# Liste des cavités naturelles les plus longues de la Seine-Maritime
La liste des cavités naturelles les plus longues de la Seine-Maritime recense, sous forme de tableau(x), les cavités souterraines naturelles connues dans ce département français, dont le développement est supérieur ou égal à cinquante mètres.
La communauté spéléologique considère qu'une cavité souterraine naturelle n'existe vraiment qu'à partir du moment où elle est « inventée » c'est-à-dire découverte (ou redécouverte), inventoriée, topographiée et publiée. Bien sûr, la réalité physique d'une cavité naturelle est la plupart du temps bien antérieure à sa découverte par l'homme ; cependant tant qu'elle n'est pas explorée, mesurée et révélée, la cavité naturelle n'appartient pas au domaine de la connaissance partagée.
La liste spéléométrique des 25 plus longues cavités naturelles de la Seine-Maritime (≥ cinquante mètres) est actualisée à fin 2021.
La plus longue cavité souterraine naturelle répertoriée dans le département de la Seine-Maritime est « la Grotte des Petites-Dalles », sur la commune de Saint-Martin-aux-Buneaux (cf. ligne 1 du tableau ci-dessous).

Les cavités anthropiques que sont les carrières souterraines ne sont pas incluses dans cette liste de cavités naturelles.

## Cavités de la Seine-Maritime (France) de développement supérieur ou égal à50 mètres
25 cavités sont recensées à fin 2021.
| Réf. | Cavités (autres noms)            | Localisation administrative                   | Localisation géographique                              | Coordonnées (WGS 84)        | Dévelop. (mètres) | Dénivel. (mètres) | Sources ou références                            | Mises à jour |
| ---- | -------------------------------- | --------------------------------------------- | ------------------------------------------------------ | --------------------------- | ----------------- | ----------------- | ------------------------------------------------ | ------------ |
| 1    | Grotte des Petites-Dalles        | Saint-Martin-aux-Buneaux / Les Petites-Dalles | Pays de Caux                                           | 49° 48′ 58″ N, 0° 31′ 54″ E | +0853, m          | 15,5 m (-7,5/+8)  | Jean-Pierre VIARD, CNEK & Spelunca Mémoires n°38 | 2022-01      |
| 2    | Grotte des Taupes                | Rives-en-Seine / Villequier                   | Parc naturel régional des Boucles de la Seine normande | 49° 29′ 44″ N, 0° 39′ 47″ E | +0478, m          | NC                | Spéléométrie de la France                        | 2000-12      |
| 3    | Grotte du Funiculaire            | Le Mesnil-sous-Jumièges                       | Parc naturel régional des Boucles de la Seine normande | 49° 26′ 40″ N, 0° 51′ 15″ E | +0360, m          | NC                | Spéléométrie de la France & Karstologia n°22     | 2000-12      |
| 4    | Rivière souterraine du Heurt     | Senneville-sur-Fécamp                         | Pays de Caux / Côte d'Albâtre                          | 49° 46′ 29″ N, 0° 23′ 46″ E | +0320, m          | +0013, m          | Spéléométrie de la France & Grottocenter         | 2000-12      |
| 5    | Puits du Diable                  | Canteleu                                      |                                                        | 49° 25′ 04″ N, 1° 00′ 47″ E | +0316, m          | +0015, m          | Spéléométrie de la France                        | 2000-12      |
| 6    | Grottes du Cap Fagnet            | Fécamp                                        | Pays de Caux / Côte d'Albâtre                          | 49° 46′ 06″ N, 0° 22′ 10″ E | +0204, m          | +0005, m          | Spéléométrie de la France & Karstologia n°1      | 2000-12      |
| 7    | Réseau de la Roche Foulon        | Orival                                        |                                                        |                             | +0167, m          | NC                | Spéléométrie de la France                        | 2000-12      |
| 8    | Puits du Bois de la Vierge       | Yport                                         |                                                        | 49° 43′ 47″ N, 0° 19′ 15″ E | +0138, m          | +0015, m          | Spéléométrie de la France                        | 2000-12      |
| 9    | Réseau Orange du L.E.P.          | Grand-Couronne                                |                                                        |                             | +0134, m          | NC                | Spéléométrie de la France                        | 2000-12      |
| 10   | Grotte du Scorpion               | Canteleu                                      |                                                        | 49° 24′ 31″ N, 1° 00′ 33″ E | +0127, m          | NC                | Spéléométrie de la France                        | 2000-12      |
| 11   | Trou Malin du Catelier           | Orival                                        |                                                        |                             | +0113, m          | NC                | Spéléométrie de la France & Orival 76            | 2010-02      |
| 12   | Grotte de Barre-Y-Va             | Saint-Arnoult                                 | Parc naturel régional des Boucles de la Seine normande | 49° 31′ 25″ N, 0° 42′ 28″ E | +0110, m          | +0021, m          | Spéléométrie de la France & France des clochers  | 2000-12      |
| 13   | Grotte de Dieppedale             | Canteleu                                      |                                                        | 49° 24′ 31″ N, 1° 00′ 36″ E | +0093, m          | NC                | Spéléométrie de la France                        | 2000-12      |
| 14   | Trou d'Enfer                     | Orival                                        |                                                        | 49° 18′ 33″ N, 0° 59′ 38″ E | +0087, m          | NC                | Spéléométrie de la France                        | 2000-12      |
| 15   | Grotte aux Pigeons               | La Poterie-Cap-d'Antifer                      | Pays de Caux / Côte d'Albâtre                          | 49° 40′ 34″ N, 0° 09′ 41″ E | +0084, m          | NC                | Spéléométrie de la France                        | 2000-12      |
| 16   | Grotte de Pourville              | Hautot-sur-Mer                                |                                                        |                             | +0080, m          | NC                | Spéléométrie de la France                        | 2000-12      |
| 17   | Grotte n° 2 de la Vieille Dame   | Freneuse                                      |                                                        |                             | +0075, m          | NC                | Spéléométrie de la France                        | 2000-12      |
| 18   | Grotte aux Pigeons               | Canteleu                                      |                                                        | 49° 24′ 31″ N, 1° 00′ 28″ E | +0063, m          | NC                | Spéléométrie de la France                        | 2000-12      |
| 19   | Grotte de la Chaise de Gargantua | Saint-Pierre-de-Varengeville                  |                                                        |                             | +0062, m          | NC                | Spéléométrie de la France                        | 2000-12      |
| 20   | Karst de la Cavée                | Canteleu                                      |                                                        |                             | +0057, m          | NC                | Spéléométrie de la France                        | 2000-12      |
| 21   | Trou du Marin                    | La Poterie-Cap-d'Antifer                      | Pays de Caux / Côte d'Albâtre                          |                             | +0056, m          | NC                | Spéléométrie de la France                        | 2000-12      |
| 22   | Trou du Galet                    | La Poterie-Cap-d'Antifer                      | Pays de Caux / Côte d'Albâtre                          |                             | +0054, m          | NC                | Spéléométrie de la France                        | 2000-12      |
| 23   | Grotte des Six Frères            | Orival                                        |                                                        |                             | +0052, m          | NC                | Spéléométrie de la France                        | 2000-12      |
| 24   | Trou du Navire                   | La Poterie-Cap-d'Antifer                      | Pays de Caux / Côte d'Albâtre                          |                             | +0052, m          | NC                | Spéléométrie de la France                        | 2000-12      |
| 25   | Trou à l'Homme                   | Étretat                                       | Pays de Caux / Côte d'Albâtre                          | 49° 42′ 25″ N, 0° 11′ 42″ E | +0052, m          | NC                | Spéléométrie de la France                        | 2000-12      |